# 马斯·赫尔曼森
马斯·赫尔曼森（丹麥語：Mads Hermansen，2000年7月11日—），丹麦职业足球运动员，司职守門員，效力于英超俱乐部西汉姆联。

## 俱乐部生涯

### 邦比
赫尔曼森生于丹麦欧登塞，青训时期效力于尼斯比。10岁的时候，由于阿基里斯腱發炎，他从禁区外球员转为守門員。
2015年9月，赫尔曼森转会到邦比，2019–20赛季前夕被提拔到一线队。
2020年11月5日，赫尔曼森在对阵勒德耶-斯穆鲁姆的丹麥盃比赛中献上职业生涯首秀，帮助球队1比0取胜。2020–21赛季结束后，邦比自2005年以来首次夺冠。该赛季赫尔曼森成为德国门将馬文·施韋貝替补，在联赛中未有出场机会。
施瓦布加盟科隆后，赫尔曼森接过首发门将的位置。2021年7月18日，赫尔曼森首次亮相丹超联赛，帮助球队1比1战平奥胡斯。8月17日，赫尔曼森首次亮相欧战，在对阵薩爾斯堡紅牛的欧洲冠军联赛附加赛首回合1比2落败。尽管球队落败，赫尔曼森还是在比赛中献上多次关键扑救。
2022年12月3日，凭借强势的表现，赫尔曼森获得2022年邦比最佳球员奖。

### 莱斯特城
2023年7月18日，赫尔曼森与英冠俱乐部莱斯特城签约五年。在2023年至2024年英格蘭足球冠軍聯賽揭幕战中，赫尔曼森首次代表莱斯特城出场，帮助球队2比1战胜考文垂。然而几天后，他在训练中拉伤四头肌，无法参加接下来对阵哈德斯菲尔德的联赛。8月19日，他回归首发阵容，帮助球队在联赛中战胜卡迪夫城。9月20日，莱斯特城客场卡諾路球場2比0击败诺维奇城，这是赫尔曼森职业生涯首次零封对手。

## 国家队生涯
赫尔曼森曾代表丹麦U16、U17、U18和U19参加国际比赛。
2020年11月，赫尔曼森首次被丹麦U21征召。2021年9月7日，赫尔曼森在2023年歐洲U-21足球錦標賽资格赛中首次出场，帮助丹麦1比0战胜哈薩克。
2023年6月，赫尔曼森获丹麥國家足球隊征召参加2024年歐洲國家盃外圍賽。

## 比赛风格
赫尔曼森以控球及挡球技巧著称。他也是公认的点球扑救专家，曾在多场关键比赛中有精彩扑救，包括2022年对阵巴塞爾的欧足联欧洲协会联赛资格赛，以及对阵哥本哈根的德比战。在2023年对阵北西兰中，赫尔曼森献上点球三连扑。

## 生涯统计
最後更新：2024年5月4日
| 俱乐部   | 赛季     | 联赛     | 联赛 | 联赛 | 国家杯 | 国家杯 | 联赛杯 | 联赛杯 | 欧战 | 欧战 | 总计 | 总计 | 总计 |
| 俱乐部   | 赛季     | 组别     | 出场 | 进球 | 出场   | 进球   | 出场   | 进球   | 出场 | 进球 | 出场 | 进球 |      |
| -------- | -------- | -------- | ---- | ---- | ------ | ------ | ------ | ------ | ---- | ---- | ---- | ---- | ---- |
| 邦比     | 2020–21  | 丹超     | 0    | 0    | 1      | 0      | —      | —      | —    | —    | 1    | 0    |      |
| 邦比     | 2021–22  | 丹超     | 29   | 0    | 2      | 0      | —      | —      | 7    | 0    | 38   | 0    |      |
| 邦比     | 2022–23  | 丹超     | 27   | 0    | 0      | 0      | —      | —      | 4    | 0    | 31   | 0    |      |
| 邦比     | 总计     | 总计     | 56   | 0    | 3      | 0      | —      | —      | 11   | 0    | 70   | 0    |      |
| 莱斯特城 | 2023–24  | 英冠     | 44   | 0    | 0      | 0      | 0      | 0      | —    | —    | 44   | 0    |      |
| 生涯总计 | 生涯总计 | 生涯总计 | 100  | 0    | 3      | 0      | 0      | 0      | 11   | 0    | 114  | 0    |      |

注释
1. ↑  两场欧洲冠军联赛、五场欧足联欧洲联赛
2. ↑  欧足联欧洲协会联赛

## 荣誉记录
邦比
- 丹麥足球超級聯賽冠军：2020–21（英语：2020–21 Danish Superliga）[5]

莱斯特城
- 英格蘭足球冠軍聯賽冠军：2023–24[28]

个人
- 邦比年度最佳球员：2022[12]
- 英格兰足球冠军联赛最佳阵容：2023–24[29]